# Zertifikat Deutsch für den Beruf
Das Konzept der Sprachprüfung Zertifikat Deutsch für den Beruf (ZDfB) wurde in den frühen 1990er Jahren in gemeinsamen Arbeitsgruppen des Deutschen Volkshochschulverbands (DVV) und des Goethe-Instituts entwickelt und wird seit 1995 als standardisierte Prüfung weltweit durchgeführt. 
ZDfB baut auf der B1-Prüfung Zertifikat Deutsch auf und ist auf der Europaratsstufe B2 einzuordnen. In der Regel bedeutet dies, dass Lernende etwa 120 Unterrichtsstunden nach einer erfolgreichen Zertifikat Deutsch-Prüfung berufsbezogen weitergelernt haben sollten, um das Ziel von ZDfB erreichen zu können.
Die Entwicklung seitens des DVV fand in der Pädagogischen Arbeitsstelle des DVV und der Prüfungszentrale des DVV statt. Die Institution, die die Prüfung seitens des DVV betreut, weiterentwickelt und organisiert, trägt heute den Namen telc GmbH. Sie ist die Nachfolgeeinrichtung der Prüfungszentrale bzw. der WBT Weiterbildungs-Testsysteme GmbH (1998–2006).
Für das ZDfB liegen eine umfangreiche Lernzielbeschreibung und mehrere Modell- oder Übungstestsätze vor.